# Letchworth
Letchworth Garden City, comumente conhecida como Letchworth, é uma cidade em Hertfordshire, Inglaterra, com uma população de 33.600 habitantes. É uma antiga paróquia civil.
O nome da cidade é tirado de uma das três aldeias cercadas (as outras duas são Willian e Norton) - todas elas no Livro Domesday. A terra usada foi comprada pelos Quakers que pretendiam cultivar a área e construir uma comunidade Quaker. A cidade foi projetada por Raymond Unwin como uma demonstração dos princípios estabelecidos por Ebenezer Howard, que procurava criar uma alternativa à cidade industrial, combinando o melhor da cidade e do campo. É também o lar da primeira rotunda do Reino Unido, construída em 1909.
Como uma das primeiras novas cidades do mundo e a primeira cidade-jardim, teve grande influência no futuro planejamento urbano e no movimento das novas cidades; influenciou a Welwyn Garden City, que usou uma abordagem semelhante e inspirou outros projetos ao redor do mundo, incluindo a capital australiana Canberra, Hellerau na Alemanha, Tapanila na Finlândia e Mežaparks na Letônia).

## História

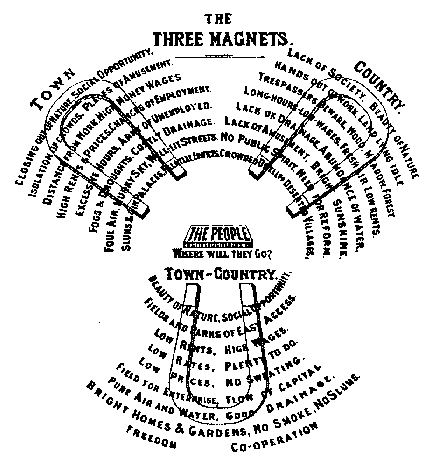
A representação de Howard da escolha do design da cidade como uma competição entre três ímãs (selecione a imagem para transcrição)

Em 1898, o reformador social Ebenezer Howard escreveu um livro intitulado “Amanhã: um caminho pacífico para a reforma real” (posteriormente republicado como Cidades-Jardim do Amanhã), no qual ele defendia a construção de um novo tipo de cidade, resumido em seus três ímãs ilustram combinando as vantagens das cidades e do campo, eliminando suas desvantagens. A indústria seria mantida separada das áreas residenciais - tal zoneamento era uma ideia nova na época - e as árvores e os espaços abertos prevaleceriam em todos os lugares. Suas ideias foram ridicularizadas na imprensa, mas impressionaram muitos, especialmente os membros do movimento Arts and Crafts e os Quakers.
De acordo com o livro, o termo "cidade jardim" derivava da imagem de uma cidade situada dentro de um cinturão de campo aberto (que contribuiria significativamente para a produção de alimentos para a população) e não, como é comumente citado, a um princípio que todas as casas da cidade deveriam ter um jardim.
O conceito delineado no livro não é simplesmente de planejamento urbano, mas inclui também um sistema de gestão comunitária. Por exemplo, o projeto Cidade Jardim seria financiado por um sistema que Howard chamava de "Taxa Rentável", que combinava financiamento para serviços comunitários (taxas) com um retorno para aqueles que haviam investido no desenvolvimento da cidade (aluguel). O livro também defendia uma forma rudimentar de licitação competitiva, em que o município compraria serviços, como água, combustível, eliminação de resíduos, etc., de fornecedores comerciais (muitas vezes locais). Esses sistemas nunca foram totalmente implementados, em Letchworth, Welwyn ou seus numerosos imitadores.
Uma competição foi realizada para encontrar um projeto de cidade que pudesse traduzir as ideias de Howard em realidade, e em setembro de 1903 a empresa "First Garden City Ltd." foi formado, Richard Barry Parker e Raymond Unwin foram nomeados arquitetos, e 6 milhas quadradas (16 km²) de terra fora de Hitchin foram compradas para construção. De acordo com os ideais, apenas uma árvore foi abatida durante toda a fase inicial de construção da cidade, e uma área dedicada à agricultura em torno da cidade foi incluída no plano - o primeiro "Cinturão Verde".
Uma estação ferroviária foi inaugurada em 1903 a algumas centenas de metros a oeste de sua posição atual e as empresas ferroviárias frequentemente faziam excursões à cidade, levando as pessoas a se maravilhar com o experimento social e às vezes a zombar dela: os cidadãos fundadores de Letchworth, atraídos pela promessa de um vida melhor, eram muitas vezes caricaturadas por estranhos como idealistas e sobrenaturais. John Betjeman em seus poemas Group Life: Letchworth e Huxley Hall pintaram as pessoas de Letchworth como loucos por saúde.